# Hispanognatha guttata
Genre
Espèce
Hispanognatha guttata, unique représentant du genre Hispanognatha, est une espèce d'araignées aranéomorphes de la famille des Tetragnathidae.

## Distribution
Cette espèce est endémique de République dominicaine à Hispaniola,. Elle se rencontre dans la cordillère Centrale.

## Description
Le mâle holotype mesure 3,5 mm.

## Publication originale
- Bryant, 1945 : The Argiopidae of Hispaniola. Bulletin of the Museum of Comparative Zoology, vol. 95, p. 357-422 (texte intégral).